# 51号兵站 (电影)
《51号兵站》是中国海燕电影制片厂于1960年拍摄的电影。1961年国庆节期间，做为中华人民共和国国庆12周年的献礼片上映。同年，上海人民出版社出版同名电影文学剧本。2007年，中国中央电视台根据电影剧情改编成电视剧《51号兵站》。

## 背景
1941年皖南事变后，新四军失去了国民政府的支持；1943年，汪精卫政权收回上海租界，日本势力由此全面掌管上海。自此，新四军的物资变得紧缺起来。为了摆脱窘境，新四军高层决定发展军工生产，时任军长陈毅还曾说“兵工工作比吃饭更加重要”。随后，新四军一师军工部于启东县海复镇成立。为迅速启动生产，部队一方面抽调了一批技术人员到军工部，一方面派出了一批采购人员到上海筹集必需的物资。由此，新四军在上海与苏北之间建立起多条地下交通线，用以收集情报、护送人员往来、运送军用物资。在上海浦东的高桥、高东地区，亦有设置、运营。据传，当时在上海设立的物资站实际上叫“同利渔行”。

### 原型
剧中的主角——“小老大”梁洪的形象结合了当时中共地下党员的经历，而编剧之一的的张渭清被认为是剧中“小老大”的原型之一。张渭清曾任新四军一师后勤部军需科科长，后来担任东海舰队后勤部副部长。据他的回忆，从1941年开始，他就多次被粟裕派往上海采购部队需要的物资，包括棉布、通讯器材、药品和无缝钢管等。

## 制作人员
- 导演：刘琼
- 编剧：张渭清、梁心、刘泉
- 摄影：邱以仁
- 美工：丁辰、张万鸿
- 配乐：上影乐团

## 角色
- 梁波罗 饰 梁洪
- 张　翼 饰 老杨
- 高　博 饰 吴明
- 李保罗 饰 龟田
- 李　纬 饰 马浮根
- 邓　楠 饰 黄元龙
- 毕　克 饰 王情报员
- 孙道临 饰 政委

## 剧情
1944年，中共上海地下党的物资站“51号兵站”被叛徒出卖，导致新四军的物资渠道被掐断；于是，新四军干部梁洪受派前往上海重建“51号兵站”，为新四军筹集、供应物资。他的掩护身份是帮会头目范金生的门徒“小老大”。

## 轶事
- 主演梁波罗从小一直想改名，在电影上映前向制片主任提议更名时，该电影的海报、片头字幕已制作完成，制片主任要求梁自行支付更改费用。他无力支付，只得作罢[5]。
- 中国驻英国大使馆教育处在伦敦的门牌号为51号，被当地留学生戏称为“51号兵站”[6]。